# Gaku: Minna no Yama
Gaku: Minna no Yama (яп. 岳 みんなの山) — японська серія манґи про альпінізм, написана та проілюстрована Сініті Іcідзукою. Серіал виходив у журналі Big Comic Original видавництва Shogakukan з вересня 2003 року по червень 2012 року, а його глави були зібрані у вісімнадцяти томах танкобонів. Він описує пригоди волонтера з альпійської пошуково-рятувальної команди в Японських Альпах. Прем'єра повнометражного фільму на основі манґи відбулася у 2011 році.
Манґа отримала приз Manga Taishō 2008 року і Shogakukan Manga Award 2009 року в категорії загальної манґи.

## Сюжет
Як доброволець-рятувальник Сімадзакі Сампо — людина, яка підкорила вершини світу і добре знайома з труднощами, радощами і пишністю гір. Багато альпіністів піднімаються гірськими стежками в надії досягти вершини в Північних Альпах Японії, де живе Сампо. З такими коментарями, як «Ти справді це витримав!» і «Обов'язково приходь ще!», він підбадьорює альпіністів, коли вони повертаються назад. Це людська драма про життя і смерть у горах.

## Публікація
Написана та проілюстрована Сініті Іcідзукою, манґа була опублікована у журналі Big Comic Original з 20 вересня 2003 року по 5 червня 2012 року у видавництві Shogakukan. Shogakukan зібрав глави у вісімнадцять томів танкобонів, випущених з 26 квітня 2005 року по 30 серпня 2012 року.

### Список томів
| №  | Дата виходу       | ISBN                   |
| -- | ----------------- | ---------------------- |
| 1  | 26 квітня 2005    | ISBN 4-09-187571-8     |
| 2  | 29 вересня 2006   | ISBN 4-09-180730-5     |
| 3  | 26 грудня 2006    | ISBN 4-09-181003-9     |
| 4  | 24 квітня 2007    | ISBN 978-4-09-181207-0 |
| 5  | 28 вересня 2007   | ISBN 978-4-09-181470-8 |
| 6  | 30 січня 2008     | ISBN 978-4-09-181719-8 |
| 7  | 30 червня 2008    | ISBN 978-4-09-182029-7 |
| 8  | 28 листопада 2008 | ISBN 978-4-09-182248-2 |
| 9  | 27 лютого 2009    | ISBN 978-4-09-182380-9 |
| 10 | 28 серпня 2009    | ISBN 978-4-09-182590-2 |
| 11 | 27 лютого 2010    | ISBN 978-4-09-183073-9 |
| 12 | 30 червня 2010    | ISBN 978-4-09-183218-4 |
| 13 | 30 листопада 2010 | ISBN 978-4-09-183527-7 |
| 14 | 28 квітня 2011    | ISBN 978-4-09-183819-3 |
| 15 | 30 вересня 2011   | ISBN 978-4-09-184085-1 |
| 16 | 29 лютого 2012    | ISBN 978-4-09-184277-0 |
| 17 | 30 липня 2012     | ISBN 978-4-09-184645-7 |
| 18 | 30 серпня 2012    | ISBN 978-4-09-184707-2 |

## Сприйняття
Шостий том серії досяг 6 місця в рейтингу коміксів Tohan; сьомий том також досяг 6 місця; восьмий том досяг 14 місця, і залишився на 16 місці наступного тижня, а дев'ятий дебютував на 26 місці, перш ніж піднятися на 17 місце наступного тижня. Журнал Da Vinci назвав цю манґу «Платиновою книгою місяця» за квітень 2007 року.
Манґа отримала приз Manga Taishō 2008 року і Shogakukan Manga Award 2009 року в категорії загальної манґи.